# Jacques Yaméogo
Jacques Yaméogo (ur. 24 lipca 1943 w Bobo-Dioulasso, zm. 20 czerwca 2010 tamże) – burkiński piłkarz, a po zakończeniu kariery trener.
W swojej karierze piłkarskiej Yaméogo grał w takich klubach jak: Racing Club Bobo-Dioulasso, Étoile Filante Koudougou i Yatenga Club Ouahigouya. Jako trener prowadził m.in. reprezentację Burkina Faso. Prowadził ją w Pucharze Narodów Afryki 2002, na którym kadra Burkina Faso nie wyszła z grupy.
Yaméogo był też selekcjonerem reprezentację Burkina Faso U-17. Prowadził ją na Mistrzostwach Świata 1999 i 2001. Na tych drugich Burkina Faso zajęła 3. miejsce.